# Antelope Valley-Crestview
Antelope Valley-Crestview – jednostka osadnicza w Stanach Zjednoczonych, w stanie Wyoming, w hrabstwie Campbell.